# امیل کوترر
امیل کوترر (انگلیسی: Emil Kutterer؛ ۱۱ نوامبر ۱۸۹۸ – ۱۳ ژوئیهٔ ۱۹۷۴) بازیکن فوتبال اهل آلمان بود.
از باشگاه‌هایی که در آن بازی کرده‌است می‌توان به باشگاه فوتبال بایرن مونیخ و باشگاه فوتبال کارلسروهه اف‌وی اشاره کرد.
وی همچنین در تیم ملی فوتبال آلمان بازی کرده‌است.